# コヴァキア (小惑星)
コヴァキア (867 Kovacia) は小惑星帯に位置する小惑星である。ウィーンのウィーン天文台でヨハン・パリサによって発見された。
発見者の妻を治療した医師フリードリヒ・コヴァクス (Friedrich Kovacs) にちなんで命名された。